# Richard Gottehrer
Richard Gottehrer ist ein US-amerikanischer Songwriter, Musikproduzent und Gründer von Sire Records.

## Leben
Gottehrer begann seine Karriere in der Musikindustrie in den 1960er Jahren. Unter dem Bandnamen The Strangeloves veröffentlichte er zusammen mit Jerry Goldstein und Bob Feldman 1965 die Single I Want Candy, welche Platz 11 der Billboard Hot 100 erreichte. Zu FGG Productions (Feldman-Goldstein-Gottehrer) zusammengeschlossen produzierten sie unter anderem die Debütalben von Blondie und der Go-Go’s.
1966 gründete Gottehrer zusammen mit Seymour Stein das Plattenlabel Sire Records, bei dem unter anderem Madonna und Depeche Mode ihren jeweils ersten Plattenvertrag erhielten. Er war darüber hinaus auch persönlich als Produzent tätig, zu den von ihm produzierten Künstlern gehörten unter anderem Joan Armatrading, Blondie, die Climax Blues Band, Dr. Feelgood und Link Wray. Auf manchen seiner Produktionen spielte er Keyboards, Perkussion oder sang Backing Vocals.